# 陳守度
陳守度（越南语：／；1194年—1264年），越南李朝末年權臣，亦是越南陳朝實際建立者。陳守度出身於即墨鄉（在今越南南定省）的豪族，並且為李朝的外戚權貴，獲任殿前指揮使，操縱朝政，後來安排從姪陳煚與李昭皇（李朝末帝）結成連理。1226年初，迫昭皇退位給陳煚，建立陳朝。陳守度曾殘酷對待李朝皇室遺族，主理國事近四十年之久，對陳初政局發展有一定建樹。後世學者，如近現代的陳重金（即陳仲金），便稱他為既殘暴，又肩負重任的「奸雄」。

## 出身
陳守度的先世陳京是中國福建人（或桂林人），後來移居到越南的即墨鄉（在今越南南定省），並世代「以漁為業」。陳守度即為陳氏族人，亦為陳朝首位皇帝陳煚的從叔。他的父亲后来被封为弘毅大王（越南语：／），祖父陳果（越南语：／）就是陈宁祖陳翕的弟弟。

## 繼承權力
李朝後期，陳氏家族領袖陳李憑著「漁業致富，旁人歸之，因有衆」，並把女兒嫁給太子李旵（日後的李惠宗）。其後，建嘉三年至六年時（1213年至1216年）陳氏領袖陳嗣慶（陳李之子）起兵控制朝廷，他的妹妹獲冊立為皇后。據《越史略》卷下的記載，在是次起兵中，陳守度亦有參與其中，甚有表現，曾擊破協助李氏朝廷的段尚軍隊。後來李惠宗患病，「漸發狂」，「政事不決」，國政乃由陳嗣慶執掌。
建嘉十三年（1223年），陳嗣慶死，次年（李朝建嘉十四年，1224年），李惠宗「疾日滋」（病況日益惡化），於是「獨委任指揮使陳守度領殿前諸軍扈衞禁庭」，「政事一聽裁決」。陳守度便成為李氏朝廷中的主要權臣。

## 建立陳朝

### 安排陳煚與李昭皇成親
建嘉十四年（1224年）十月，李惠宗傳位於女兒李佛金，是為李昭皇，時年僅七歲。天彰有道二年（1225年）十月，陳守度與太后陳氏（陳李之女）勾結，日夜謀劃奪取李朝帝位，便召選官員子弟入宮侍奉昭皇，由其姪陳不及為「近侍署六局祗候」、陳僉為「祗應局」、陳煚為「正首，侍候於外」（時年八歲），而陳守度本人則兼為「知城市內外諸軍事」。
不久，李昭皇與陳煚感情漸好，但陳守度仍未感放心，「恐事泄併誅」，擔心朝廷上仍有反對勢力會對其不利，因而為昭皇、陳煚安排了一個閉門婚禮，其情形據《大越史記全書》所述如下：「（陳守度）自率家屬親戚入禁中，守度閉城門及諸宮門，令人守之，百官進朝，不得入。守度徧告曰：『陛下（李昭皇）已有尚矣（已與陳煚結成姻親）。』群臣皆曰諾。」於是，李朝上下便在陳守度控制之中。

### 陳氏代李
在陳守度即將實行以陳代李之際，上皇李旵曾向人透露他擔心李昭皇「以一陰而御羣陽，衆所不與，必致悔亡」，有意「遠法唐堯」，「擇其賢者而授之」，又說自己看中了「太尉（陳煚之父陳承）仲子某（陳煚），年雖冲幼，相貌非常，必能濟世安民」。陳承對此有所疑慮，深恐這純屬試探，陳守度勸說陳承，指出上皇李旵是「真讓」，且機不可失：「假如上王有子，反欲遜於二郎（陳煚），揆之於義，則不可奉詔。今以無嗣，欲擇賢而付之，此乃上王遠法堯舜之真讓，又何疑哉？況天位不可久曠，而上王遜避之意已決，别選他姓為嗣，雖欲不臣事之，其可得乎？且上王以二郎為嗣，乃天意也。天與不取，反受其咎。」於是便作出了透過「禪讓」取得帝位的決定。
天彰有道二年十二月十一日（1226年1月10日），李昭皇禪位於陳煚。陳朝從此創立。

## 掌握大權

### 權力分配
陳氏家族雖能取李氏而代之，但當時的大越國內動亂頻繁，如段尚割據洪州的唐濠之地、阮嫩在北江地區自立為王，自李朝晚年以來也未能收拾。陳守度在開國之際，成為國尚父、掌理天下事，換言之就是可以主宰朝廷運作。他為了鞏固陳朝根基，乃於開國之際，說要在權力架構上作一番調整。他提到：
|  | 今盜賊並起，禍亂日滋，段尚據東，阮嫩據北，廣威大遠，亦未削平，李家衰弱，國勢傾危，昭皇女主，不克負荷，託以二郎（陳煚），未諳國體，政事多缺，國祚初開，民心未服，其禍不小，我雖叔父，不識文字，東馳西騖，以捍盜賊，不如且勸聖父（即陳煚父親陳承），權攝國政為上皇，後一二年，天下一統，復政二郎。 |

陳守度的用意，就是國政事務由身為「上皇」的陳承負責掌管，而他自己則親自督師，平定內亂。建中二年（1226年）正月，陳守度就任「太師統國、行軍務征討事」。

### 對李氏皇室的處置
陳朝建立後，原本的李朝皇室都遭到陳守度陸續剷除。
陳朝建立後，李朝的上皇李旵在人們心目中尚有一定聲望，據《大越史記全書》的記載，李旵在一次出遊時，「百姓爭趨視之，有慟哭者」。陳守度害怕「人心懷舊生變」，因而在建中二年（1226年）正月，即陳朝建立後的不久，安排李旵到真教禪寺居住，號「惠光大師」。但李旵仍保持機警，「佯為奉事，內實謹守」。後來陳守度經過該寺，見李旵正踞坐拔草，陳守度便說：「拔則拔深根。」李旵已有所領會。不久，八月十日（西曆9月3日），陳守度派人到李旵處，李旵知其來意，便到後園自縊而死。其後，陳守度作出慈悲的姿態，「令百官臨哭」，並為之安排喪禮，「鏧城南壁為門出柩，就安華坊火化。藏其骨於寶光寺窣塔，尊朝號曰惠宗」。對於陳守度之殺害李旵，後黎朝史官吳士連曾作出猛烈抨擊：「既取人國，又弒其君，不仁之甚也」，「守度以此為謀國盡忠，殊不知天下後世皆指為弒君之賊，況又為狗彘之行哉！」
陳守度殺李旵後，李氏一眾宗室都「怏怏失望」，深感不忿，陳守度便大肆殺戮李氏宗室。天應政平元年（1232年）冬，李氏一族到華林鄉太堂村（今越南北寧省）拜祭先代皇后時，陳守度暗中命人先挖深坑，在上面蓋房屋，等到李氏族人在內飲酒正酣時，便發動機關將他們活埋。
李氏的女性親族及宮女，則將之嫁到「諸蠻酋長」。而李旵的皇后陳氏（陳李之女）則被降為天極公主，嫁給陳守度。又因陳太宗的皇后李佛金未誕下兒子，陳守度認為「宜冒取之，以賴其後」，便於天應政平六年（1237年），降李佛金為「昭聖公主」，又將陳柳（陳太宗兄）之妻順天公主嫁予陳太宗為皇后。此舉引起陳柳極為不滿，並發動叛亂，但不久被平。陳守度迫姪改娶的舉動，受到後黎朝初年史家潘孚先所譴責，認為「（陳煚）乃聽守度之邪謀，奪兄妻以為后，毋乃斁彝倫，以啟淫亂之端乎！」，
陳守度為了「絕民之望李氏」，又於天應政平元年（1232年）六月，藉陳朝皇族的元祖叫李，須要避諱，因此改李為「阮」。

### 內亂結束
陳守度為維持陳朝政局穩定，於立國之初，建中二年（1226年），任「太師統國、行軍務征討事」，領兵討伐各地動亂。當時在傘圓山、廣威山等地諸蠻互相侵擾，陳守度先調軍平定。但割據北江的阮嫩和洪州的段尚仍相當強大，未易降服。於是，陳守度封阮嫩為「懷道王」，將北江一帶縣份給予阮嫩。又欲約定段尚，進行冊封，但因段尚負約而不果。
其後，建中四年（1228年），阮嫩攻滅段尚，尚子段文攜家眷投降陳朝。然而阮嫩亦聲威大振，守度甚為憂慮，分兵防禦。其後，阮嫩於建中五年（1229年）病死，於是大越國歸於一統。

### 抵抗蒙古
元豐七年十二月十二日（1258年1月17日），蒙古帝國將領兀良合台領兵侵入大越國境，陳太宗皇帝御駕親自抵抗，不利，退至天幕江（在今越南興安省），國都昇龍失陷。在這危急之際，太宗皇帝亦感到氣餒，並問陳守度應當如何。陳守度回答說：「臣首未至地，陛下無煩他慮」，鼓舞皇帝必須再戰。不久，十二月二十四日（1月29日），陳太宗皇帝與太子陳晃，在東步頭擊敗蒙古軍隊，蒙古軍撤退，戰事告一段落。

### 主張守法
陳守度具備守法的思想，並身體力行。《大越史記全書》記載了兩件事來加以反映。
陳守度的妻子陳氏一次乘坐肩輿，正欲經過禁階時被把守的軍校阻止。陳守度最初聽妻子提起時大怒，下令捉拿軍校。但到陳守度當面細心盤問，軍校亦以實情對答後，守度便讚道：「汝居卑職，而能守法，我有何言？」並以金帛打賞。
另有一次，是陳守度妻子陳氏向他要求找某名男丁替她辦事，守度當時只點頭回應。到尋找該名男丁來時，該人欣然前來。陳守度感到懷疑，認為他可能曾私謁請託，便說：「汝以公主（陳守度妻）故，得為勾當（辦事），非他勾當可比」，於是下令要斬去該人一隻腳趾，該人哀呼求退，才獲陳守度饒恕。陳守度便從而杜絕了別人向他私謁請託、徇私舞弊。

### 相信風水、開墾阡陌
陳守度深信風水，曾派風水術士觀覽大越全國山川，但凡認為是「有王氣之處」（可能會出現新王者的地方），便「用方術厭勝之」。又在多個地方進行「塞溪港，開阡陌」的工作。

## 去世
紹隆七年（1264年）正月，陳守度去世，享年七十一歲，獲贈「尚父太師忠武大王」。

## 親屬
- 從兄：陳承。陳太宗皇帝之父。[2]
- 從兄：陳嗣慶。陳承之弟。[24]
- 妻：靈慈國母陳氏（即陳氏容[25]）。陳李之女，[4]曾為李惠宗皇后，陳太宗封為「國母」，所享用的輿服僕御，與皇后等級相同。紹隆二年（1259年）正月去世。[26]
- 兄：陳安國。陳太宗曾欲命陳安國為相，陳守度卻不以為然，還說了一番話：「安國臣兄也，如以為賢，則臣請致仕（辭退），如以臣賢於安國，則安國不可舉，若兄弟並相，則朝廷之事，將如之何？」太宗便打消念頭。[21]
- 繼女：順天公主。為靈慈國母陳氏之長女。[24]
- 繼女：昭聖公主，生於建嘉八年（1218年）。[7]
- 從姪（兼女婿）：陳柳。為太宗皇帝陳煚之兄，亦曾為陳守度繼女順天公主夫婿。後來陳守度安排順天公主嫁陳煚。[18]
- 從姪（兼女婿）：陳煚。即陳朝首位皇帝陳太宗。[2]陳煚又先後為陳守度繼女順天公主和昭聖公主之夫婿。[27]
- 女婿：黎輔陳。昭聖公主於元豐八年（1258年），嫁給大臣黎輔陳。[28]。

## 評價
陳守度作為越南陳朝的主要締造者，無論是當代人物及後世史家，均對他予以高度的注視。
在陳守度的時代，因他大權在握，而陳太宗年少，有人便以此向太宗彈劾他說：「陛下幼沖，而守度權移人主，將如社稷何？」太宗隨即與彈劾者一起見陳守度，守度卻十分同意此一批評，說：「誠如所言」，並贈給錢帛。而陳太宗本人對於陳守度的建樹則甚為尊崇，在他還活著的時，已為之「製生祠碑文，以寵異之」。
後黎朝時，編撰《大越史記全書》的史官這樣評價陳守度的歷史作用：「陳家之制度矣，然規畫國事，皆陳守度所為」；「守度雖無學問，然才略過人，仕李朝，為衆所推，太宗之得天下者，皆其謀力也。故為倚重，權移人主」；「守度雖為宰相，而凡事罔不加意，以此能輔成王業，而令終也。」不過史官亦以道德立場責備他：「然弒君烝后之罪，難逃於後世矣。」
阮朝嗣德帝評價：「守度，陳之功臣，即李之罪人。況爲狗彘之行、豺狼之心，立國安能長久乎？然李亦自取其禍，又何責哉？」
近現代越南史家陳重金（即陳仲金）認為，陳守度是有助大越國強起來的「奸雄」：「守度雖胸無點墨，但確實是一個奸雄，刻意鞏固陳氏基業，因此無論殘暴到何種程度的事，都做得出來」；「對於李氏來說，守度確實是一個奸惡之徒，但卻為陳氏的大功臣。他肩負許多重任，輔佐太宗平息國內叛亂，並整頓朝政，使當時我南國得以強盛起來，日後才能夠抵抗蒙古，以免淪為這個強盛帝國的奴隸。」
日本學者桃木至朗認為，對於陳朝建立者的評價往往過大看重了陳守度的作用，而忽視了陳承和陳嗣慶。